# Damalborea
Damalborea — вимерлий рід оленеподібних (Artiodactyla) ссавців родини бикових (Bovidae). Його вперше назвав Алан В. Джентрі в 2010 році, а типовим видом є Damalborea elisabethae. Він відомий з голотипу AL 208–7, черепа з роговими ядрами, зібраного з середнього пліоцену (приблизно 3,3 млн років тому) у члені формації Хадар SH-3 в Ефіопії. Крім того, скам’янілості цього або близькоспорідненого виду були зібрані в місцях Араміс, Ві-і та Мака в відкладеннях Середнього Аваша, нижніх і верхніх частинах пластів Лаетоліл, а також члена Тулу Бор і невідомого горизонту Формація Кообі Фора. Geraads, Bobe & Reed (2012) віднесли всі зразки Damalborea з формації Hadar до виду D. elisabethae; крім того, автори назвали другий вид, Damalborea grayi, описаний на основі скам'янілостей зі формації Hadar. Дамальборея була помірно великим алцелафіном (більшим за Damalacra та Parmularius) з високими та вузькими пропорціями черепа.
Згідно з Гентрі (2010), родова назва «вказує на альцелафін з півночі» (відрізняючи його від Damalacra, скам’янілості якого були виявлені біля мису Доброї Надії), тоді як видова назва типового виду вшановує Елізабет Врба. Видова назва другого виду на честь Бретта Томаса Грея, головного учасника Міжнародної афарської дослідницької експедиції.